# グラウンドアンカー工法
グラウンドアンカー工法（グラウンドアンカーこうほう）は建築用語（土木関連）で、山留工法の一種である。テンドン（tendon、腱の意味）と呼ばれるPC鋼材（PC鋼より線）を地盤に固定し、PC鋼材の引張力で山留壁や法枠を保たせるために用いる。アースアンカー工法とも。単に「アンカー工法」と呼ばれることもある。
地すべりの末端部や道路の法面などで、不安定な土塊を固定するために用いたり、様々な理由で構造物が単独では安定しない（転倒のおそれがある）場合に用いる。地すべり対策においては、抑止工（構造物により力学的に地すべりの発生要因を抑制する工法）の代表的工法の一つである。

## 概要
斜面安定、構造物の転倒・浮き上がり防止、仮設の山留めや土留めなどとして土木や建築の現場で広く用いられる。
地盤工学会ではグラウンドアンカー設計・施工基準（JGS 4101-2010）にて「グラウンドアンカー」について「作用する引張り力を地盤に伝達するためのシステムで、グラウトの注入によって造成されるアンカー体、引張り部、アンカー東部によって構成されるものである」と定義している。英語では「Ground Anchorage」が広く用いられている。グラウンドアンカー以外にもロックボルトやアンカーボルト、タイロッド、沈設アンカーなど構造が似ているものがあるが、これらは設計の考え方が異なりグラウンドアンカーとして扱われない。
力学的には削孔部に高強度の鋼材などを用いた引張り材を挿入させ、この鋼材が地盤内に定着した後に発現する引張り強さを用いることで地滑りに対抗して斜面の崩壊を防ぐ。

## 構造
グラウンドアンカーは「アンカー体」「引張り部」「アンカー頭部」によって構成される。
アンカー体はアンカーの引張り力を直接地盤に伝達する部位で、グラウトが注入されて造成される。
引張り部はアンカー頭部で受けた引張り力をアンカー体に伝達する部分で、テンドンやシースなどによって構成される。テンドンは引張り材を加工・組立して作成したもので、引張り力を伝達する役目を持つ。この引張り材にはPC鋼線・PC鋼より線・PC鋼棒などの鋼材や、コンクリート補強用材料として用いられる連続繊維補強材などが用いられる。シースはテンドンの防食や摩擦損失を防ぐ役割を持つ。
アンカー頭部は定着具や支圧板などによって構成される。定着具はテンドンの地盤とは反対側の端部に取り付けられ、構造物からの引張り力を受け止めてテンドンに伝える。定着方式として「くさび定着方式」と「ナット定着方式」の2種類がある。支圧板は定着具から集中して加わる力で台座や構造物に過剰な応力が作用しないよう、力を分散させて伝えるために用いられる。テンドンとグラウトとの付着抵抗による荷重以外（例えば支圧抵抗）の荷重を付加するためにテンドンに拘束具が取り付けられ、テンドンの変位を拘束・抵抗する構造と強度を持つ。
アンカー頭部を覆うために頭部キャップが用いられ、定着具が落石などと直接衝突するのを防ぎ、キャップ内部を防食用の材料を充填することで定着具の防食をする役目を持つ。

## 名称について
土質工学会（現地盤工学会）により1977年（昭和52年）に「アースアンカーの設計・施工基準」が制定され、しばらくはアースアンカーの名称が用いられていたが、1988年（昭和63年）の基準改定に伴い、「グラウンドアンカーの設計・施工基準」と改称された。以降は技術文献等では専らグラウンドアンカーの名称が用いられている。

## 種類
グラウンドアンカーは、その目的により永久アンカーと仮設アンカーに分類される。永久アンカーは長期に渡る安定性が求められる法面安定などに用いられ、仮設アンカーは土留のような比較的短期の用途を目的としたものに使用される。仮設アンカーには役目を終えた後に除去可能な構造を有する除去式アンカーと、除去不可能な残置式アンカーとに分けられる。
また、アンカー力の伝達方法による区分として、アンカー体と地盤との摩擦抵抗によりアンカー力を伝達する「摩擦型アンカー」、地中で径を拡大して施工したアンカー体の支圧抵抗によりアンカー力を伝達する「支圧型アンカー」、またはその両方の効果を期待した「複合型アンカー」に分類される。

## 施工手順
1. 土留杭や受圧盤を施工し、基礎になる部分を掘り下げる。
2. 掘り下げ後、土留杭や受圧盤の背面地盤を所定の長さまでボーリング削孔する。
3. 削孔後、テンドンを挿入し、グラウト（セメントミルクや合成樹脂）を孔に圧入、硬化させる。
4. グラウト硬化後、テンドンに所定の緊張力を導入し、くさびやナットなどの定着具を用いてアンカー頭部を定着する。